# Macrianus Maior
Fulvius Macrianus, auch Macrianus Maior († 261), war ein römischer General in der Zeit der Reichskrise des 3. Jahrhunderts.

## Leben
Macrianus war einer von Valerians Generälen und besaß großen Reichtum. Seine Frau war von adliger Herkunft, er hingegen lediglich ein Soldat. Nach Valerians Gefangennahme durch die Sassaniden im Jahr 260 war er aufgrund einer Lähmung als römischer Kaiser disqualifiziert. Mit der Unterstützung Ballistas, des Prätorianerpräfekten Valerians, gelang es ihm jedoch, seine beiden Söhne, Macrianus Minor und Quietus, zu Kaisern erheben zu lassen.
Er selbst marschierte mit seinen Truppen von der Provinz Asia nach Westen, wurde aber in Thrakien durch Gallienus’ General Aureolus geschlagen. Macrianus und sein Sohn Macrianus Minor wurden getötet. Der andere Sohn, Quietus, wurde später durch Septimius Odaenathus von Palmyra ermordet.